# Кутакане
Кутакане — місто в провінції Ачех в Індонезії та є центром (столицею) південно-східного регіону Ачех, Індонезія. Кутакане відомий як головні ворота національного парку Гунунг Леузер.
Susi Air і НБА  літає до аеропорту Кутакане з Медана та Банда-Ачеха.

## Клімат
Кутакане має клімат тропічного лісу (Af) з рясними опадами цілий рік.